# Nova Música Cristã Brasileira
Nova Música Cristã Brasileira é uma coletânea musical de vários artistas, produzida e lançada pela gravadora Sony Music Brasil em 2012.
A obra, idealizada pelo diretor do selo evangélico da gravadora, Maurício Soares, visava divulgar novos artistas. O publicitário escolheu o nome do disco para não associar diretamente ao movimento gospel da década de 1990. Segundo ele, "acho que música gospel não representava esse movimento, então optei por batizá-los de ‘nova música cristã brasileira’, até porque a MPB é uma referência bem presente no som desses jovens artistas".

## Faixas
1. "O meu querer" (Paulo César Baruk)
2. "Aquilo que Tem Mais Valor" (Hélvio Sodré)
3. "Tempo pra Amar" (Thiago Grulha)
4. "Sopro" (Samuel Mizrahy)
5. "Eu..." (Fábio Sampaio)
6. "De Onde Vem" (Tanlan)
7. "De Gratidão" (Filipe Nazareth Bensimon)
8. "Novo" (Leonardo Gonçalves)
9. "Cabelo Solto" (Marcela Taís)
10. "Propósito" (Marcus Salles)
11. "Tempo" (Daniela Araújo)
12. "És Tudo pra Mim" (Nádia Santolli)